# Дона Тарт
Дона Тарт (енгл. Donna Tartt) је америчка књижевница рођена 1963. у Гринвуду, Мисисипи. Славу је стекла романима Тајна Историја (1992), Мали пријатељ (2002) и Чешљугар (2013). За роман Чешљугар добила је Пулицерову награду. 2014. нашла се на листи сто најутицајних особа коју је саставио часопис Тајм.

## Биографија
Дона Тарт је рођена 1963. године у Гринвуду, држава Мисисипи, као ћерка Дона и Тејлор Тарт. Одрасла је на обали делте Мисисипија у граду Гренади.
1981. је отишла на универзитет у Мисисипију, где је њено писање привукло пажњу Вилија Мориса. На другој години студија преместила се на колеџ Бенингтон у Вермонту, где је студирала класичне науке. На универзитету се упознала са Бретом Истоном Елисом. Свој први роман, Тајна историја, објавила је 1992. године. Књига доноси причу о групи од шест студената класичних наука умешаних у убиство. Роман је хваљен од стране критичара, а постао је и бестселер. Ауторка, како сама признаје, није очекивала оволики успех: „Стварно сам могла да се опкладим у живот да ово није комерцијална књига... Књига је дугачка, има старогрчке фразе и није написана популарним стилом“.
Након десет година, 2002, Тарт је објавила свој други роман Мали пријатељ. У овом роману се приповеда о девочици Харијет и њеној породици, који живећи седамдесетих у Мисиспију покушавају да преброде анксиозност након насилног убиства Харијетиног деветогодишњег брата.
Трећи роман Чешљугар излази 2013. У питању је роман образовања који прати живот Теодора Декера од тренутка када он чудом преживи велику експлозију у музеју. Он из музеја односи слику Карела Фабрицијуса Чешљугар, која представља основни мотив књиге и која увлачи Декера у свет уметности и криминала. Роман је освојио Пулицерову награду за најбољу прозу 2014, и нашао се у ужем избору за награду Националног круга књижевних критичара.
Поред ова три романа написала је и неколико есеја и две кратке приче: Божићна представа и Гартерова змија.
Дона Тарт је једна од потписница протестног писма против Амазоновог блокирања продаје одређених књига.

## Личност
Људи који су упознали Дону Тарт стекли су различите утиске о живахној и префињеној жени која једе скупу храну и облачи се у складу са андрогиним шиком. Висока је 152 центиметара (Тарт је у једном интервјуу изјавила да је висока тачно колико и Лолита). Живи повучено и избегава медијску помпу. На питање зашто њени читаоци морају да чекају у просеку десет година да би читали нови роман одговорила је: „Доста људи ме је питало зашто не пишем књиге брже? Пробала сам, само да видим да ли могу. Али писати на тај начин, није карактеристично за мене. Мрзовољно бих избацивала књиге на сваке три, четири године. Ако ја не бих уживала док их пишем, људи не би уживали док их читају. Не желим да будем само лака забава. Питам се, која је сврха радити ствари на такав начин?“

## Утицаји
Као девојчица Дона Тарт је уживала у књигама које јој је читала бака. Посебно је волела Петра Пана и романе Роберта Луиса Стивенсона; Острво са благом и Силом одведен, које је означила као кључне за сопствени прелазак из детињства у свет одраслих и као књиге које су је предодредиле за позив романописца. Неки од књижевника који су извршили утицај на њено писање су: Чарлс Дикенс, П. Г. Вудхаус, Џозеф Конрад, Ивлин Во и Хенри Џемс.

## Одабрана дела
- Тајна Историја (The Secret history, 1992)
- Мали Пријатељ (The Little friend, 2002)
- Чешљугар (The Goldfinch, 2013)

## Преводи
На српски језик преведена су два њена романа: Тајна историја 2004. и Мали пријатељ 2006. Оба романа је превео Ненад Дропулић.